# Марасаны
Марасаны — деревня в Большесосновском районе Пермского края. Входит в состав Полозовского сельского поселения.

## Географическое положение
Расположена на берегах реки Нерестовка, в месте впадения в неё реки Ключи, примерно в 13 км к северу от административного центра поселения, села Полозово, и в 6 км от границы с Удмуртией.

## Население
| 2010 |
| ---- |
| 87   |

## Улицы[2]
- Большая ул.
- Зарека ул.
- Центральная ул.

## Топографические карты
- Лист карты O-40-85 Петропавловск. Масштаб: 1 : 100 000. Состояние местности на 1983 год. Издание 1984 г.